# Joan Mitchell
Joan Mitchell   (Chicago, 12 de febrer de 1925 - 5è districte de París, 30 d'octubre de 1992) va ser una pintora-artista estatunidenca que forma part de la "segona generació" del moviment l'expressionisme abstracte. Va desenvolupar una obra abstracta i expressionista molt poderosa. Les seves obres s'exposen als museus d'art moderns més grans del món.

## Biografia
Joan Mitchell va néixer el 2 de febrer de 1925 a Chicago. Criada en una família benestant, el seu pare era un metge famós, molt ràpidament es va dedicar a les arts. El 1942 es va matricular al Smith College, que va deixar el 1944 per l'Institut d'Art de Chicago. Hi va obtenir el títol de Bachelor of Arts el 1947 i després un altre títol (Master of Fine Arts) el 1950. També va estudiar a l'escola de Hans Hofmann a Nova York i va viatjar a França, Espanya i Itàlia. Als anys cinquanta, va ser considerada un membre important de la New York School.
The New York School, o Eighth Street Club, és un grup format pels grans pintors expressionistes abstractes d'aquella època (Jackson Pollock, Franz Kline, Willem de Kooning, etc.). Es tracta d'un grup artístic i intel·lectual que es reuneix a les galeries d'art d'Eighth Street, com l'equivalent als cafès parisencs.
La seva obra va ser influenciada en les seves primeres etapes per Vincent van Gogh, Paul Cézanne, Vassili Kandinski, després per Franz Kline i Willem de Kooning, entre d'altres.
De vegades es descriu el seu art com una barreja hàbil d'ardor, valentia, subtilesa i delicadesa. És coneguda per les seves audaces opcions i les seves pinzellades enèrgiques.
El 1955, Joan Mitchell es va traslladar a França per unir-se al seu company, el pintor quebequès Jean-Paul Riopelle, amb qui va mantenir una llarga, rica i tumultuosa relació, on els dos van inspirar l'art de l'altre. Viuen primer a París al 15 districte, abans de traslladar-se a Vétheuil, un poble del costat del Sena, prop de Mantes-la-Jolie, en una casa propera a la que vivia Claude Monet abans d'establir-se a Giverny. Mantenen estudis separats, però es reuneixen i sopen junts cada nit.
La col·laboració entre els dos artistes és rica i veiem les etapes de la seva relació en l'obra de Mitchell. Per exemple, "La vie en rose" pintada el 1979, dos anys després de la seva ruptura, sovint es descriu com una representació del final abrupte de la seva relació.
Va morir a París el 30 d'octubre de 1992 .
Les obres de Joan Mitchell solen ser de grans dimensions, en forma de díptics.
Va dir de les seves pintures que havien de "transmetre la sensació del gira-sol moribund". ")
Als Estats Units s'ha establert una base en la seva memòria. Atorga subvencions a joves artistes.
La representava a París la galeria de Jean Fournier, incansable embarcador de la pintura nord-americana dels anys 50 als 80 a França.

## Exposicions
- El 1951, l'obra de Mitchell va ser exposada al "Ninth Street Show", al costat de pintures de Jackson Pollock, Willem de Kooning i Hans Hofmann.[5]
- El 1952 va fer la seva primera exposició a la Nova Galeria .
- L'octubre de 1957, les seves pintures apareixen a ARTnews.[6]
- El 1972, Mitchell va organitzar la seva primera exposició "Els meus cinc anys al país", al Museu d'Art Everson de Syracuse, Nova York.[7]
- Joan itchell: Els darrers anys de 1983 a 1992, del 22 de juny a l'11 de setembre de 1994 a la Galeria Nacional del Jeu de Paume, París.
- Joan Mitchell: obres de 1951 a 1982, de 24 de juny a 26 de setembre de 1994 al Museu de Belles Arts de Nantes.
- Joan Mitchell, Pintures, del 23 d'agost al 31 d'octubre de 2009 al Giverny Museum of Impressionism, Giverny.
- Joan Mitchell, Memòries de paisatge, del 14 de juny al 21 de setembre de 2014 al Museu de Belles Arts de Caen, Caen.
- Mitchell / Riopelle. Una parella en excés, del 12 d'octubre de 2017 al 22 de gener de 2018 al Musée national des beaux-arts du Québec, Quebec.
- Mitchell / Riopelle. Res de moderació, del 18 de febrer al 6 de maig de 2018 a la Art Gallery of Ontario, Toronto.
- Mitchell / Riopelle. Una parella en excés, del 16 de desembre de 2018 al 22 d'abril de 2019 al Fons Hélène i Édouard Leclerc per a la Cultura, Landerneau.